# Decazyx
Decazyx es un género con dos especies de plantas de flores perteneciente a la familia Rutaceae. 

## Especies seleccionadas
- Decazyx esparzae
- Decazyx macrophyllus